# Château de Canilhac
Le château de Canilhac est un château situé au cœur de la commune éponyme, dans le département de la Lozère, en France. Il est aujourd'hui en état de ruine, mais une partie a été aménagée pour accueillir la mairie. Il s'agissait du château patrimonial des seigneurs de Canilhac, l'une des huit baronnies du Gévaudan.

## Situation
Le château est situé sur la commune de Canilhac, en Lozère. Il s'agit d'une des communes les plus à l'ouest du département, limitrophe avec l'Aveyron. La commune est dans la région des Grands Causses, au sud de l'Aubrac.

## Histoire
La maison est l'une des plus anciennes du Gévaudan. Le château date vraisemblablement du XIIe siècle, au moment de la dominance aragonaise du Gévaudan. 
Le château était déjà considéré en ruine au XVIIe siècle. Menaçant de disparaître, la salle basse a été consolidée et accueille désormais la mairie.
Il est enregistré depuis 2001 à Inventaire général du patrimoine culturel.

## Les légendes

### L'origine du nom

Les armes des Canilhac : d'azur au lévrier rampant d'argent, colleté de gueules, à la bordure componée d'argent et d'azur

Une légende est associée à l'origine du nom de Canilhac, ainsi qu'à la présence d'un lévrier dans les armes des barons. Ermengarde de Montaigut aurait épousé le seigneur Geoffroy. Ce seigneur était réputé pour être un homme violent. Il n'hésitait pas à laisser son épouse pour partir en quête d'aventures et de richesse. Ermengarde, elle, était alors chargée de gérer le domaine. Souhaitant accaparer toutes les richesses qu'Ermengarde avait accumulées, Geoffroy se présente dans la chambre armé d'un couteau. À la vue de l'arme Ermengarde s'évanouit, et son mari la croit morte. Il décide alors de l'emmener dans les oubliettes afin de faire croire à sa disparition. Cependant, les deux chiens qu'Ermengarde avait élevés durant ses grands moments de solitude partent à sa recherche. Avec l'aide de ses limiers, Ermengarde revient dans le château, où Geoffroy recherche le trésor. Ce dernier, pris d'un instant d'effroi, tente à nouveau d'assassiner sa compagne, mais les chiens viennent à sa défense.
Le nom de Canilhac, à rapprocher du terme « canis », aurait alors été choisi par Ermengarde de Montaigut, en l'honneur des chiens qui l'avaient, par deux fois, sauvée.

### Les derniers barons
- Jacque-Timoléon de Montboissier (1594-), marquis de (Beaufort)-Canillac, a été condamné deux fois à mort par contumace, une fois par le Parlement de Toulouse et brûlé en effigie, une seconde fois le 25 janvier 1666 par la cour des Grands jours d'Auvergne. Son château de Saint-Urcize fut rasé en exécution de cette dernière décision. Marié en 1624 avec Catherine Mathel, il avait eu trois enfants : 
  - Guillaume de Montboissier, fils cadet, marquis de Pont-Château, sénéchal de Clermont, qui fut lui aussi condamné à mort pour le meurtre d'un prêtre, mais qui reçut par la suite des lettres de rémission. Marié à Michelle Rivière, on ne lui connaît pas d'enfants.
  - Marie de Montboissier, mariée à Claude de Brezons, seigneur de La Roque-Massebeau, qui fit annuler son mariage pour impuissance après avoir fait soumettre son mari à l'épreuve du congrès, Elle se remaria en 1669 au château de Montmoton avec Jacques d'Aubusson, marquis de Savignac et de Marcenat, auquel elle donna cinq enfants, dont au moins une fille, Louise d'Aubusson mariée à Maximilien de Bosredon, a eu une descendance.
  - Charles-Timoléon, qui devint seigneur de Canillac en conséquence de la condamnation à mort de son père, en 1666.  Marié en 1667 avec  de Claire Hurault de L'Hospital, il eut une fille, dont on ignore ce qu'elle est devenue, et un fils :
    - Philippe de Montboissier-Beaufort-Canillac, l'aîné, dernier seigneur de Canillac. Il fut maréchal de camp en 1704, puis lieutenant général du roi pour le Languedoc. Marié avec Louise d'Aubusson, on ne lui connaît pas d'enfants. Après sa mort, survenue à Paris le 29 janvier 1725, la seigneurie de Saint-Urcize sera vendue par adjudication et achetée 75 000 livres en 1727 par Alexis Rogery, avocat au parlement de Paris[2].

### Sources et références
1. ↑  Notice no IA48000251, sur la plateforme ouverte du patrimoine, base Mérimée, ministère français de la Culture
2. ↑  Lescure, Armorial du Gévaudan.